# 谢米德沃里耶 (克里米亚)
谢米德沃里耶（俄语：Семидворье）是俄罗斯克里米亚共和国阿卢什塔市议会下的镇，在乌克兰行政区划里为克里米亚自治共和国雅尔塔区下的镇。该镇2014年人口102。